# 迎晖路站
迎晖路站位于成都市成华区建材路，是成都地铁7号线的地下岛式站台车站，因靠近迎晖路而得名，于2017年12月6日启用。因本站位于建材路，在7号线建设期间，曾使用工程名“建材南路站”，本站的施工方为中铁二局第二工程有限公司。

## 车站结构
迎晖路站长157米，标准段宽度21.3米，为地下三层三跨12米岛式车站，建筑总面积13408平方米。工程总造价1.2亿元。
| 地面      |                                  | 出入口                       |  |
| 地下 一层 | 站厅层                           | 安检、售票机、站内商店       |  |
| 地下 二层 |                                  | 7号线列车外环方向 （槐树店） |  |
| 地下 二层 | 岛式站台，左边车门将会开启       |                              |  |
| 地下 二层 | 7号线列车内环方向 （成都东客站） |                              |  |

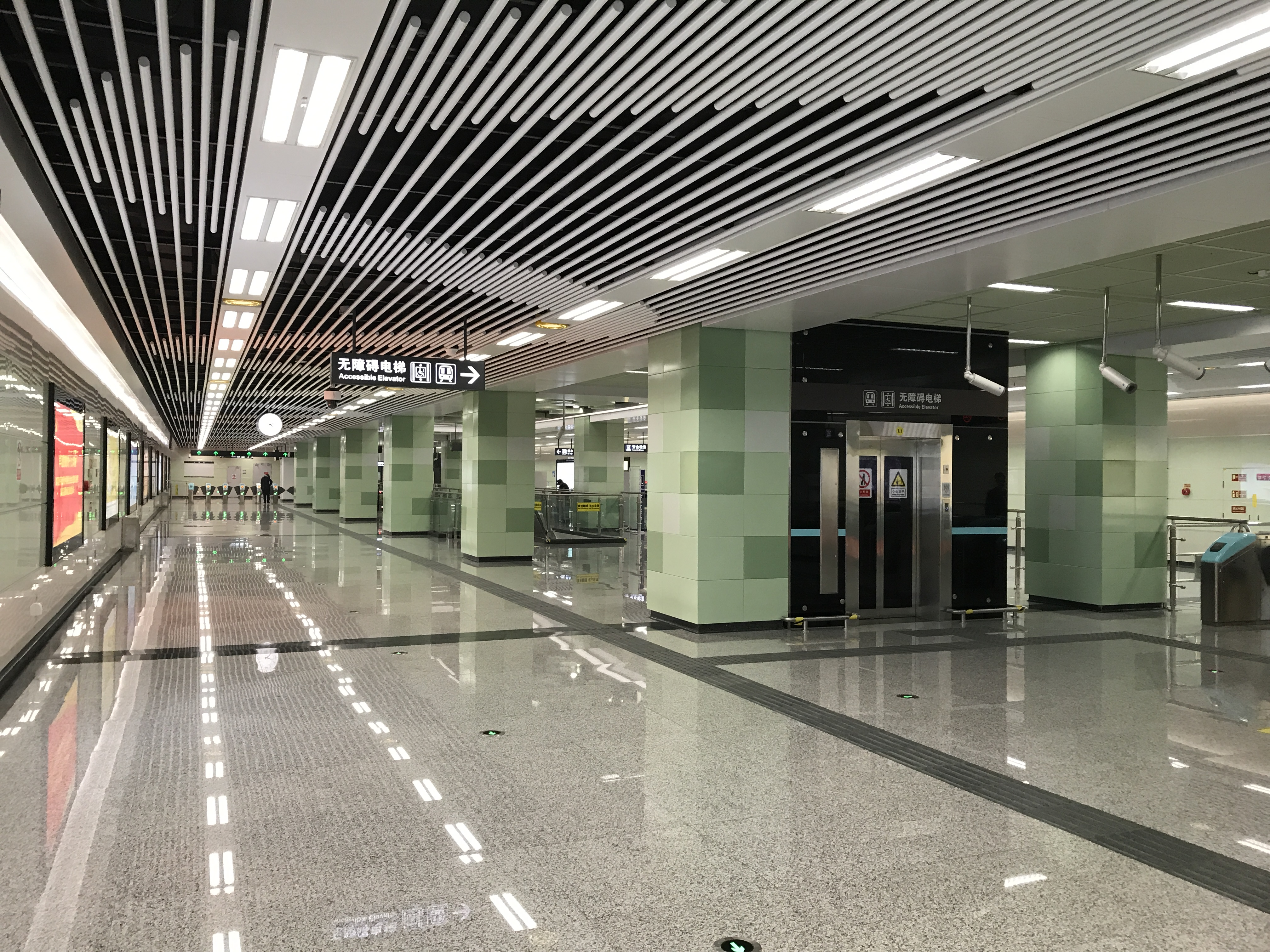
站厅层
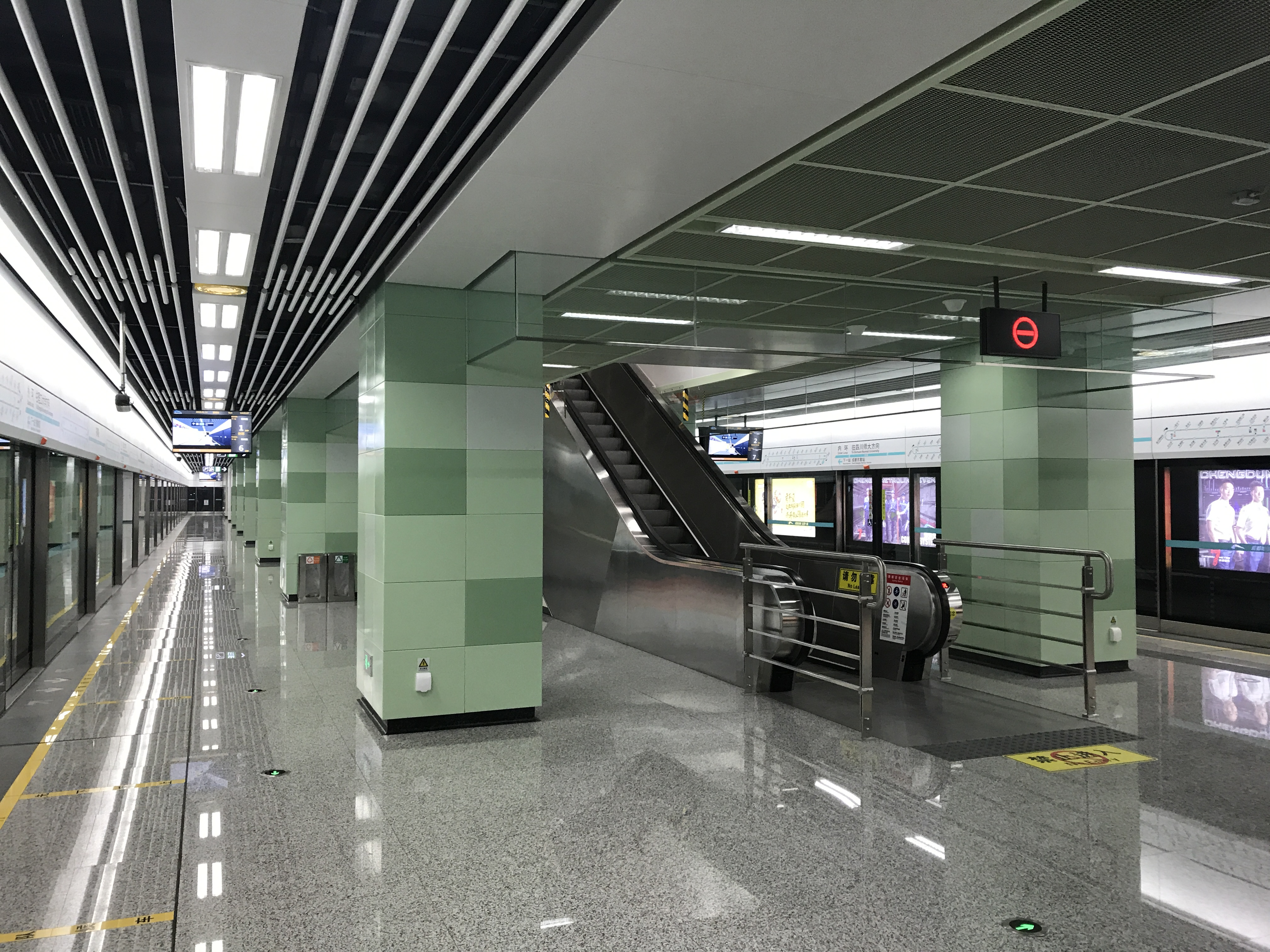
站台层

## 出入口信息
本站目前开放3个出入口。
| 出口编号 | 设施                    | 地点           | 可到达目的地                  |
| -------- | ----------------------- | -------------- | ----------------------------- |
|          |                         |                |                               |
|          | 无障碍电梯 无障碍卫生间 | 中环路建材路段 |                               |
| 出口 · B |                         | 迎晖路         | 成华和悦广场                  |
| 出口 · C |                         | 五桂路         | 中环壹号大厦、阳光100米娅中心 |

## 公交换乘
2路；4路；23路；66路；71路；94路；101路；122路；200路；219路；223路；856路；857路；858A路；1160路

## 大事记
- 2013年12月，完成围护桩施工[5]；
- 2014年5月12日，车站南段主体结构顺利封顶[5]；
- 2016年1月30日，车站北段主体结构顺利封顶[5]；
- 2016年9月5日，车站关键设备房钥匙顺利移交[6]；
- 2017年12月6日，车站正式启用[1]。